# Comissão Nacional de Eleições (Portugal)
Die Comissão Nacional de Eleições (CNE), portugiesisch für „Nationale Wahlkommission“, ist eine unabhängige Kommission, die die Unabhängigkeit, Gleichheit und Rechtmäßigkeit von Wahlen und Referenden in der Republik Portugal kontrolliert. Sie setzt sich aus vom Parlament gewählten Ehrenamtlichen sowie ernannten Beamten und Juristen zusammen.
Die Wahlen in Portugal werden von der Secretaria Geral da Administração Interna (port. für: Generalsekretariat für die interne Verwaltung), dem Staatssekretariat im portugiesischen Innenministerium (Ministério da Administração Interna) durchgeführt und von der CNE überwacht.

## Aufgaben und Zusammensetzung
Die umfangreichen Aufgaben der Wahlkommission umfassen:
- Die politische Bildung und Aufklärung der portugiesischen Bevölkerung über die anstehenden Wahlen und Referenden
- Wahrung der Gleichberechtigung bei der Wahl für alle Bürger sowie aller Kandidaten und Parteien während des Wahlkampfes
- Verteilung der Sendezeit für Wahlwerbung auf die verschiedenen Fernseh- und Rundfunksender
- Aufsicht und Organisation der Stimmauszählungen

Die Wahlkommission setzt sich aus „verdienten“ Bürgern zusammen, die von der Fraktionen der Assembleia da República bestimmt und vom Plenum gewählt werden. Zusätzlich bestimmen das Ministerium für auswärtige Angelegenheiten, für Inneres sowie das Referat für Medien jeweils einen Beamten für die Kommission. Der Richterrat (Conselho Superior de Magistratura) bestimmt ebenfalls einen beratenden Richter des Portugiesischen Verfassungsgerichtes für die Kommission.
Die Mitglieder der Kommission werden bis zum dreißigsten Tag nach dem Beginn einer Parlamentslegislatur bestimmt und bis zum dreißigsten Tag nach der Wahl bzw. Ernennung vor dem Parlamentspräsidenten vereidigt. Die Mitglieder sind bis zum Ernennung einer neuen Kommission Teil des Organs oder bis zur Kandidatur für eine in Portugal stattfindende Wahl.
Die Aufgaben, Zusammensetzung und weitere Regelungen sind in den Gesetzen 71/78 und 4/2000 festgeschrieben.

## Geschichte
Für die Wahl zur verfassungsgebenden Versammlung 1976 war es notwendig, eine Wahlkommission einzuberufen, um allen Wahllisten eine gleichberechtigte Teilnahme an den Wahlen zu ermöglichen. Daher wurde diese auf Grundlage des decreto-lei 621-/74 zum 27. Februar 1975 in einer Zeremonie im Palácio de São Bento ernannt, Premierminister Generalmajor Vasco dos Santos Gonçalves der vierten provisorischen Regierung nahm an der Zeremonie teil. Teil der Wahlkommission waren auch Vertreter der Parteien.
Dies erwies sich jedoch als hinderlich, die Kommission fühlte sich nicht in der Lage, ihre Aufgaben zu erfüllen. Darauf wurde mit den Gesetzen 85-D/75, 101/75 und 137-D/75 die Zusammensetzung geändert, die Parteien waren von an nicht mehr Teil der Kommission. Ab dann gab es keine Zwischenvorkommnisse, sie löste sich daraufhin ordnungsgemäß am 1. Juli 1975 nach 40 Treffen auf.
Für die darauf anstehenden regulären, ersten Parlamentswahlen wurde auf Grundlage des Gesetzes 25-A/76 eine neue, reguläre Wahlkommission geschaffen. Ihre Funktion wurde im Gesetz 93-B/76 und ihre eigene Satzung im Gesetz 106-A/76 festgeschrieben. Die neue Wahlkommission nahm ihre Aufgaben am 10. Februar 1976 in Anwesenheit von Premierminister Admiral José Baptista Pinheiro de Azevedo auf.
Da sich die jeweils zu den Wahlen einberufene Kommission als unpraktisch erwies, wurde am 27. Dezember 1978 mit dem Gesetz 71/78 die bis heute gültige Regelung eingeführt, dass die Mitglieder bis zur Ernennung einer neuen Kommission im Amt bleiben.